# Guinkirchen
Guinkirchen – miejscowość i gmina we Francji, w regionie Grand Est, w departamencie Mozela.
Według danych na rok 1990 gminę zamieszkiwało 156 osób, a gęstość zaludnienia wynosiła 30 osób/km² (wśród 2335 gmin Lotaryngii Guinkirchen plasuje się na 889. miejscu pod względem liczby ludności, natomiast pod względem powierzchni na miejscu 992.).